# Bihastina dorsinotata
Bihastina dorsinotata là một loài bướm đêm trong họ Geometridae.